# مایکل فلپس
مایکل فرد فلپس دوم (به انگلیسی: Michael Fred Phelps II) (زادهٔ ۳۰ ژوئن ۱۹۸۵) شناگر رقابتی پیشین اهل آمریکا و موفق‌ترین و پر مدال‌ترین ورزشکار المپیکی در تمامی دوران‌ با مجموع ۲۸ مدال است. فلپس همچنین دارای رکوردهای بیشترین نشان طلای المپیک (۲۳)، مدال‌های طلای المپیک در مسابقات انفرادی (۱۳) و مدال‌های المپیک در مسابقات انفرادی (۱۶) می‌باشد. زمانی که در بازی‌های ۲۰۰۸ در پکن موفق به کسب هشت نشان طلا شد، فلپس رکورد شناگر آمریکایی مارک اسپیتز در سال ۱۹۷۲ با کسب هفت مقام قهرمانی را شکست. پیشتر در المپیک تابستانی ۲۰۰۴ در آتن، فلپس با کسب شش نشان طلا و دو برنز رکورد هشت مدال از رنگ‌های مختلف در یک دوره را به دست آورده بود. در المپیک ۲۰۱۲ در لندن، فلپس چهار مدال طلا و دو نقره کسب کرد و در بازی‌های المپیک تابستانی ۲۰۱۶ در ریودوژانیرو، توانست پنج نشان طلا و یک نقره به دست بیاورد. بدین ترتیب وی به موفق‌ترین ورزشکار بازی‌های المپیک در چهار دورهٔ پیاپی تبدیل شد.
فلپس رکورددار رقابت مسافت بلند در ۴۰۰ متر مختلط انفرادی مردان و همچنین دارندهٔ پیشین رکورد رقابت‌های مسافت بلند در ماده‌های ۲۰۰ متر آزاد، ۱۰۰ متر پروانه، ۲۰۰ متر پروانه، و ۲۰۰ متر مختلط انفرادی است. وی در مسابقات بزرگ بین‌المللی مسافت بلند ۸۲ مدال کسب کرده‌است، با ۶۵ نشان طلا، ۱۴ نقره و ۳ برنز که در رقابت‌های المپیک، قهرمانی جهان و قهرمانی پان پاسیفیک به دست آمده‌اند. عناوین بین‌المللی فلپس و رکوردشکنی‌هایش، وی را هشت بار برندهٔ جایزهٔ شناگر سال جهان و یازده بار برندهٔ جایزهٔ بهترین شناگر آمریکا و نیز صاحب جایزهٔ شناگر فینا در سال‌های ۲۰۱۲ و ۲۰۱۶ کرده‌است. فلپس به سبب موفقیت بی‌نظیری که در بازی‌های المپیک سال ۲۰۰۸ داشت، جایزهٔ چهرهٔ ورزشی سال مجلهٔ اسپورتس ایلاستریتد را به دست آورد.
پس از بازی‌های المپیک تابستانی ۲۰۰۸، فلپس بنیاد مایکل فلپس را افتتاح کرد، که بر رشد و گسترش ورزش شنا و ترویج سبک‌های زندگی سالم‌تر تمرکز دارد. فلپس پس از بازی‌های المپیک ۲۰۱۲ اعلام بازنشستگی کرد، اما وی در ۱۴ آوریل ۲۰۱۴ به رقابت‌ها بازگشت. در المپیک تابستانی ۲۰۱۶ در ریو دوژانیرو، پنجمین المپیک‌اش، فلپس توسط تیمش به عنوان پرچمدار ایالات متحده در مراسم رژهٔ کشورها در افتتاحیهٔ المپیک ۲۰۱۶ انتخاب شد. وی برای دومین بار در ۱۲ اوت ۲۰۱۶، در حالی که تعداد مدال‌هایش از مجموع مدال‌های کسب شده توسط ۱۶۱ کشور جهان بیشتر بود، اعلام بازنشستگی کرد و از رقابت‌های ورزشی کناره‌گیری کرد. او اغلب به عنوان بزرگترین شناگر تمام دوران  شناخته می شود.

## اوایل زندگی
فلپس در بالتیمور، مریلند متولد شد، و در محلهٔ راجرز فورج در نزدیکی تاوسن بزرگ شد. او در مدرسهٔ ابتدایی راجرز فورج، مدرسهٔ راهنمایی دومبارتون و دبیرستان تاوسن تحصیل کرد. فلپس کوچک‌ترین فرزند بین سه فرزند خانواده است. مادرش، دبوراه سوئه «دِبی» فلپس، مدیر یک مدرسهٔ راهنمایی است. پدرش، مایکل فرد فلپس بازنشستهٔ نظامی پلیس ایالت مریلند است که در دوران دبیرستان و دانشگاه فوتبال بازی می‌کرد و در دههٔ ۱۹۷۰ برای بازی در تیم واشینگتن ردسکینز آزمون داد.
فلپس از نژادهای انگلیسی، ژرمنی، ایرلندی، اسکاتلندی و ولزی است. والدین وی در سال ۱۹۹۴، زمانی که او نه ساله بود از هم جدا شدند و طلاق گرفتند، و پدرش در سال ۲۰۰۰ ازدواج مجدد کرد. فلپس بعدها فاش کرد که این طلاق تأثیر منفی شدیدی بر روی او و خواهرانش گذاشته و او با پدرش تا چند سال پس از طلاق فاصله داشته و رابطه‌اش با وی به شکل دورادور بوده‌است. وی در سال ۲۰۰۳ از دبیرستان تاوسن فارغ‌التحصیل شد.
فلپس از ۷ سالگی شنا را شروع کرد، تا حدی تأثیر خواهرانش و تا حدی هم تخلیهٔ انرژی زیاد از وی، از جمله دلایل فعالیت او در شنا بود. او پس از بازنشستگی در سال ۲۰۱۶، اظهار داشت: «تنها دلیلی که باعث شد من تا به حال داخل آب باشم این بود که مادرم می‌خواست من تنها شنا را یاد بگیرم. من و خواهرانم عاشق ورزش شدیم و تصمیم گرفتیم که شنا کنیم.»
هنگامی که فلپس در کلاس ششم درس می‌خواند به اختلال کم‌توجهی - بیش‌فعالی (ADHD) مبتلا شد. در ۱۰ سالگی، او برای ردهٔ گروه سنی خود یک رکورد ملی به دست آورد (در ۱۰۰ متر پروانه) و شروع به یادگیری شنا در باشگاه ورزش‌های آبی شمال بالتیمور زیر نظر مربی خود، باب باومن کرد. سپس رکوردهای رده‌های پایهٔ بیشتری از وی به ثبت رسید، و از ۲۱ اوت ۲۰۱۸ تاکنون، هنوز ۱۱ رکورد رده‌های سنی پایه در دستان فلپس می‌باشد، که شامل هشت رکورد در رقابت مسافت بلند، و سه رکورد استخر مسافت کوتاه می‌باشد.

## رکوردها

### رکوردهای المپیک
مایکل فلپس با هشتمین مدال طلای خود در بازی‌های المپیک تابستانی ۲۰۰۸ پکن، دارندهٔ بیش‌ترین مدال طلا در تاریخ المپیک (۱۴ مدال) شد و از نظر شمار مدال در یک دورهٔ المپیک نیز از رکورد شناگر آمریکایی مارک اسپیتز در بازی‌های المپیک تابستانی ۱۹۷۲ پیشی گرفت.

فلپس همچنین با حضور در بازی‌های المپیک تابستانی ۲۰۱۲ لندن با ۶ مدال (۴ طلا و ۲ نقره) رکورد بیشترین مدال المپیک را که تا پیش از این با ۱۸ مدال، در اختیار لاریسا لاتینینا ژیمناست اوکراینی تیم اتحاد جماهیر شوروی سابق بود، پس از ۴۸ سال ازآنِ خود کرد و به رکورد ۲۲ مدال المپیک دست یافت.
| تاریخ (در پکن) | رخداد                    | نتیجه                  | زمان    |
| -------------- | ------------------------ | ---------------------- | ------- |
| ۱۰ اوت         | ۴۰۰ متر انفرادی مردان    | مدال طلا، رکورد جهان   | ۴:۰۳٫۸۴ |
| ۱۱ اوت         | ۴۰۰ متر آزاد مردان       | مدال طلا، رکورد جهان   | ۳:۰۸٫۲۴ |
| ۱۲ اوت         | ۲۰۰ متر آزاد مردان       | مدال طلا، رکورد جهان   | ۱:۴۲٫۹۶ |
| ۱۳ اوت         | ۲۰۰ متر پروانه           | مدال طلا، رکورد جهان   | ۱:۵۲٫۰۳ |
| ۱۳ اوت         | ۴ در ۲۰۰ متر آزاد مردان  | مدال طلا، رکورد جهان   | ۶:۵۸٫۵۶ |
| ۱۵ اوت         | ۲۰۰ متر آزاد مردان       | مدال طلا، رکورد جهان   | ۱:۵۴٫۲۳ |
| ۱۶ اوت         | ۱۰۰ متر آزاد             | مدال طلا، رکورد المپیک | ۵۰٫۵۸   |
| ۱۷ اوت         | ۴ در ۱۰۰ متر مخلوط مردان | مدال طلا، رکورد جهان   | ۳:۲۹٫۳۴ |

#### شکستن رکورد ۲۰۰۰ ساله
لئونیداس از رودس در دوران المپیک باستان و ۱۵۲ سال پیش از میلاد مسیح ۱۲ قهرمانی در مسابقات المپیک داشت. فلپس با قهرمانی در شنای ۲۰۰ متر قورباغه در بازی‌های المپیک تابستانی ۲۰۱۶ و با کنار گذاشتن قهرمانی‌های او در مسابقات تیمی، با رکورد لئونیداس که قدمتی بیش از ۲۰۰۰ سال دارد، مساوی کرده‌است. فلپس در کل ۲۳ مدال طلای المپیک دارد که ۹ طلا را در رقابت‌های تیمی (امدادی) گرفته‌است.
در دوره لئونیداس نه مسابقه امدادی در المپیک بوده و نه رقابتی امدادی. برای همین نمی‌توان دربار توانایی این ورزشکار یونانی نظری قطعی داد هرچند که تاریخدان‌ها معتقدند او بسیار خوب بوده‌است. مدال‌های فلپس در ۵ ماده انفرادی بوده در حالی که مدال‌های لئونیداس در سه ماده بوده‌است. با اطلاعاتی که در دست است، لئونیداس را می‌توان «خدای المپیک باستان» دانست. این دونده در چهار دوره پشت‌هم المپیک در سال‌های ۱۶۴ و ۱۶۰ ،۱۵۶ ،۱۵۲ پیش از میلاد شرکت کرد و در سه رقابت مختلف ۱۲ بار قهرمان شد. او سه بار در ۳۶ سالگی قهرمان شد.

### رکوردهای جهانی شنا
فلپس ۳۹ رکورد جهانی (۲۹ رکورد شنای انفرادی، ۱۰ رکورد شنای امدادی) به ثبت رسانده‌است، که این تعداد رکورد ثبت شدهٔ وی توسط فینا بیش از رکوردهای ثبت شدهٔ دیگر شناگران می‌باشد، (با ثبت این تعداد رکورد جهانی، بیشترین رکوردهای جهانی ثبت شده پیشین که توسط مارک اسپیتز با ۳۳ رکورد (۲۶ رکورد شنای انفرادی، ۷ رکورد شنای امدادی) به ثبت رسیده بود، بهبود یافت. با این حال، گزارش شده‌است که جانی ویسمولر توانسته ۶۷ رکورد جهانی را بشکند.
تمام این رکوردها به جز دو رکورد در استخر مسافت بلند (۵۰ متر) به ثبت رسیده‌است.
از ۲۶ ژوئیه ۲۰۱۹، وی همچنان دارای چهار رکورد جهانی (که به صورت پررنگ و برجسته مشخص شده‌اند) می‌باشد، برخی رکوردهای وی همچون بیشترین مدال‌های المپیک و بیشترین مدال‌های طلای المپیک برنده شده توسط یک نفر تا کنون، شامل این رکوردها نمی‌شوند.
| شماره | مسافت     | رویداد                        | زمان    | مکان                                 | تاریخ          | منبع   |
| ----- | --------- | ----------------------------- | ------- | ------------------------------------ | -------------- | ------ |
| ۱     | ۲۰۰ متر   | پروانه                        | ۱:۵۴٫۹۲ | اوستین، تگزاس، ایالات متحده          | ۳۰ مارس ۲۰۰۱   | [ ۴۲ ] |
| ۲     | ۲۰۰ متر   | پروانه (۲)                    | ۱:۵۴٫۵۸ | فوکوئوکا، ژاپن                       | ۲۴ ژوئیه ۲۰۰۱  | [ ۴۲ ] |
| ۳     | ۴۰۰ متر   | مختلط انفرادی                 | ۴:۱۱٫۰۹ | لادرداله، فلوریدا، ایالات متحده      | ۱۵ اوت ۲۰۰۲    | [ ۴۳ ] |
| ۴     | ۱۰۰×۴ متر | مختلط امدادی[a]               | ۳:۳۳٫۴۸ | یوکوهاما، ژاپن                       | ۲۹ اوت ۲۰۰۲    | [ ۴۴ ] |
| ۵     | ۴۰۰ متر   | مختلط انفرادی (۲)             | ۴:۱۰٫۷۳ | ایندیاناپلیس، ایندیانا، ایالات متحده | ۶ آوریل ۲۰۰۳   | [ ۴۵ ] |
| ۶     | ۲۰۰ متر   | مختلط انفرادی                 | ۱:۵۷٫۹۴ | سانتا کلارا، کالیفرنیا، ایالات متحده | ۲۹ ژوئن ۲۰۰۳   | [ ۴۶ ] |
| ۷     | ۲۰۰ متر   | پروانه (۳)                    | ۱:۵۳٫۹۳ | بارسلونا، اسپانیا                    | ۲۲ ژوئیه ۲۰۰۳  | [ ۴۷ ] |
| ۸     | ۲۰۰ متر   | مختلط انفرادی (۲)             | ۱:۵۷٫۵۲ | بارسلونا، اسپانیا                    | ۲۴ ژوئیه ۲۰۰۳  | [ ۴۷ ] |
| ۹     | ۱۰۰ متر   | پروانه                        | ۰:۵۱٫۴۷ | بارسلونا، اسپانیا                    | ۲۵ ژوئیه ۲۰۰۳  | [ ۴۷ ] |
| ۱۰    | ۲۰۰ متر   | مختلط انفرادی (۳)             | ۱:۵۶٫۰۴ | بارسلونا، اسپانیا                    | ۲۵ ژوئیه ۲۰۰۳  | [ ۴۷ ] |
| ۱۱    | ۴۰۰ متر   | مختلط انفرادی (۳)             | ۴:۰۹٫۰۹ | بارسلونا، اسپانیا                    | ۲۷ ژوئیه ۲۰۰۳  | [ ۴۷ ] |
| ۱۲    | ۲۰۰ متر   | مختلط انفرادی (۴)             | ۱:۵۵٫۹۴ | کالج پارک، مریلند، ایالات متحده      | ۹ اوت ۲۰۰۳     | [ ۴۸ ] |
| ۱۳    | ۴۰۰ متر   | مختلط انفرادی (۴)             | ۴:۰۸٫۴۱ | ساحل بلند، کالیفرنیا، ایالات متحده   | ۷ ژوئیه ۲۰۰۴   | [ ۴۹ ] |
| ۱۴    | ۴۰۰ متر   | مختلط انفرادی (۵)             | ۴:۰۸٫۲۶ | آتن، یونان                           | ۱۴ اوت ۲۰۰۴    | [ ۵۰ ] |
| ۱۵    | ۲۰۰ متر   | پروانه (۴)                    | ۱:۵۳٫۸۰ | ویکتوریا، کلمبیای بریتانیایی، کانادا | ۱۷ اوت ۲۰۰۶    | [ ۵۱ ] |
| ۱۶    | ۱۰۰×۴ متر | آزاد امدادی[b]                | ۳:۱۲٫۴۶ | ویکتوریا، کلمبیای بریتانیایی، کانادا | ۱۹ اوت ۲۰۰۶    | [ ۵۱ ] |
| ۱۷    | ۲۰۰ متر   | مختلط انفرادی (۵)             | ۱:۵۵٫۸۴ | ویکتوریا، کلمبیای بریتانیایی، کانادا | ۲۰ اوت ۲۰۰۶    | [ ۵۱ ] |
| ۱۸    | ۲۰۰ متر   | پروانه (۵)                    | ۱:۵۳٫۷۱ | کلمبیا، میسوری، ایالات متحده         | ۱۷ فوریه ۲۰۰۷  | [ ۵۲ ] |
| ۱۹    | ۲۰۰ متر   | آزاد                          | ۱:۴۳٫۸۶ | ملبورن، ویکتوریا، استرالیا           | ۲۷ مارس ۲۰۰۷   | [ ۵۳ ] |
| ۲۰    | ۲۰۰ متر   | پروانه (۶)                    | ۱:۵۲٫۰۹ | ملبورن، ویکتوریا، استرالیا           | ۲۸ مارس ۲۰۰۷   | [ ۵۳ ] |
| ۲۱    | ۲۰۰ متر   | مختلط انفرادی (۶)             | ۱:۵۴٫۹۸ | ملبورن، ویکتوریا، استرالیا           | ۲۹ مارس ۲۰۰۷   | [ ۵۳ ] |
| ۲۲    | ۲۰۰×۴ متر | آزاد امدادی[c]                | ۷:۰۳٫۲۴ | ملبورن، ویکتوریا، استرالیا           | ۳۰ مارس ۲۰۰۷   | [ ۵۳ ] |
| ۲۳    | ۴۰۰ متر   | مختلط انفرادی (۶)             | ۴:۰۶٫۲۲ | ملبورن، ویکتوریا، استرالیا           | ۱ آوریل ۲۰۰۷   | [ ۵۳ ] |
| ۲۴    | ۴۰۰ متر   | مختلط انفرادی (۷)             | ۴:۰۵٫۲۵ | اوماها، نبراسکا، ایالات متحده        | ۲۹ ژوئن ۲۰۰۸   | [ ۵۴ ] |
| ۲۵    | ۲۰۰ متر   | مختلط انفرادی (۷)             | ۱:۵۴٫۸۰ | اوماها، نبراسکا، ایالات متحده        | ۴ ژوئیه ۲۰۰۸   | [ ۵۴ ] |
| ۲۶    | ۴۰۰ متر   | مختلط انفرادی (۸)             | ۴:۰۳٫۸۴ | پکن، چین                             | ۱۰ اوت ۲۰۰۸    | [ ۵۵ ] |
| ۲۷    | ۱۰۰×۴ متر | آزاد امدادی (۲)[d]            | ۳:۰۸٫۲۴ | پکن، چین                             | ۱۱ اوت ۲۰۰۸    | [ ۵۵ ] |
| ۲۸    | ۲۰۰ متر   | آزاد (۲)                      | ۱:۴۲٫۹۶ | پکن، چین                             | ۱۲ اوت ۲۰۰۸    | [ ۵۶ ] |
| ۲۹    | ۲۰۰ متر   | پروانه (۷)                    | ۱:۵۲٫۰۳ | پکن، چین                             | ۱۳ اوت ۲۰۰۸    | [ ۵۷ ] |
| ۳۰    | ۲۰۰×۴ متر | آزاد امدادی (۲)[e]            | ۶:۵۸٫۵۶ | پکن، چین                             | ۱۳ اوت ۲۰۰۸    | [ ۵۸ ] |
| ۳۱    | ۲۰۰ متر   | مختلط انفرادی (۸)             | ۱:۵۴٫۲۳ | پکن، چین                             | ۱۵ اوت ۲۰۰۸    | [ ۵۹ ] |
| ۳۲    | ۱۰۰×۴ متر | مختلط امدادی (۲)[a]           | ۳:۲۹٫۳۴ | پکن، چین                             | ۱۷ اوت ۲۰۰۸    | [ ۶۰ ] |
| ۳۳    | ۱۰۰ متر   | پروانه (۲)                    | ۰:۵۰٫۲۲ | ایندیاناپلیس، ایندیانا، ایالات متحده | ۹ ژوئیه ۲۰۰۹   | [ ۶۱ ] |
| ۳۴    | ۲۰۰ متر   | پروانه (۸)                    | ۱:۵۱٫۵۱ | رم، ایتالیا                          | ۲۹ ژوئیه ۲۰۰۹  | [ ۶۲ ] |
| ۳۵    | ۲۰۰×۴ متر | آزاد امدادی (۳)[f]            | ۶:۵۸٫۵۵ | رم، ایتالیا                          | ۳۱ ژوئیه ۲۰۰۹  | [ ۶۲ ] |
| ۳۶    | ۱۰۰ متر   | پروانه (۳)                    | ۰:۴۹٫۸۲ | رم، ایتالیا                          | ۱ اوت ۲۰۰۹     | [ ۶۲ ] |
| ۳۷    | ۱۰۰×۴ متر | مختلط امدادی (۳)[g]           | ۳:۲۷٫۲۸ | رم، ایتالیا                          | ۲ اوت ۲۰۰۹     | [ ۶۲ ] |
| ۳۸    | ۱۰۰×۴ متر | مختلط امدادی (مسافت کوتاه)[h] | ۳:۲۰٫۷۱ | منچستر، بریتانیا                     | ۱۸ دسامبر ۲۰۰۹ | [ ۶۳ ] |
| ۳۹    | ۱۰۰×۴ متر | آزاد امدادی (مسافت کوتاه)[i]  | ۳:۰۳٫۳۰ | منچستر، بریتانیا                     | ۱۹ دسامبر ۲۰۰۹ | [ ۶۳ ] |

a  به همراه ایرن پیرسل، برندان هانسن، و جیسون لزاک
b  به همراه نیل والکر، کالن جونز، و جیسون لزاک
c  به همراه رایان لاکتی، کلت کلر، و پیتر واندرکای
d  به همراه گرت وبر-گیل، کالن جونز، و جیسون لزاک
e  به همراه رایان لاکتی، ریکی برنز، و پیتر واندرکای
f  به همراه رایان لاکتی، ریکی برنز، و دیوید والترز
g  به همراه ایرن پیرسل، اریک شانتوا و دیوید والترز
h  رکورد مسافت کوتاه به همراه نیک تومان، مارک گنگلوف و نیتن آدریان
i  رکورد مسافت کوتاه به همراه نیتن آدریان، مت گریورز و گرت وبر-گیل

### رکوردهای جهانی گینس
فلپس دارای ۲۳ رکورد در رکوردهای جهانی گینس است که بیشتر آن‌ها شامل رکوردهای انباشتی گینس (بیشترین‌های گینس، رکوردهایی که با واژهٔ «بیشترین» آغاز می‌شوند) برای مجموع موفقیت‌ها و پیروزی‌های شنا همچون: بیشترین مدال‌ها، تعداد مدال‌های متوالی، بیشترین مدال‌های کسب شده در یک تورنمنت، بیشترین رکوردها در شنا و… می‌باشد. این بالاترین تعداد رکوردهای گینس است که توسط یک ورزشکار به ثبت رسیده‌است.
1. بیشترین ثبت رکوردهای جهانی برای شنا (مردان)
2. قهرمانی جهان، شنا – برندهٔ بیشترین مدال‌های طلا
3. بیشترین مدال‌های طلای المپیک در شنای انفرادی
4. برندهٔ بیشترین مدال‌ها در قهرمانی شنا جهان
5. بیشترین مدال‌های طلای المپیک در شنای تیمی
6. بیشترین مدال‌های برنده شده در شنا المپیک (مردان)
7. بیشترین جوایز سال شناگر مرد جهان
8. بیشترین طلاهای المپیک در یک دورهٔ بازی‌ها (مردان)
9. بیشترین تعداد جستجو برای یک ورزشکار در اینترنت (رکورد حال حاضر)
10. برندهٔ بیشترین مدال‌های طلا در یک رویداد شنای انفرادی در المپیک‌ها
11. بیشترین رکوردهای جهانی ثبت شدهٔ فینا توسط یک فرد (رکورد حال حاضر)
12. برندهٔ بیشترین مدال‌های المپیک (مردان)
13. بیشترین مدال‌های طلای متوالی المپیک در یک رویداد
14. سریع‌ترین شنای ۴۰۰ متر مختلط مسافت بلند
15. برندهٔ بیشترین مدال‌های طلا در المپیک‌ها (مردان)
16. بیشترین مدال‌های انفرادی المپیک (مردان)
17. برندهٔ بیشترین مدال‌های شنای المپیک، مردان (بازی‌های تکی)
18. برندهٔ بیشترین مدال‌های المپیک (بازی‌های تکی)، مردان
19. برندهٔ بیشترین مدال‌های طلا در یک دورهٔ قهرمانی شنا جهان (انفرادی)
20. بیشترین مدال‌های نقرهٔ اهدا شده در یک رقابت شنای المپیک (دارندهٔ یکی از ۳ مدال نقرهٔ اهدا شده در رقابت ۱۰۰ متر پروانهٔ مردان المپیک تابستانی ۲۰۱۶)
21. سریع‌ترین شنای ۱۰۰×۴ متر امدادی آزاد مسافت کوتاه (مردان)
22. سریع‌ترین شنای ۲۰۰×۴ متر امدادی آزاد مسافت بلند (مردان)
23. سریع‌ترین شنای ۱۰۰×۴ متر امدادی مختلط مسافت بلند (مردان)

## بهترین زمان‌های فعالیت

### رقابت مسافت بلند (استخر ۵۰ متر)
| رویداد                | زمان      | مکان         | تاریخ          | نکته                                   |
| --------------------- | --------- | ------------ | -------------- | -------------------------------------- |
| ۱۰۰ متر آزاد          | ۴۷٫۵۱ (r) | پکن          | ۱۱ اوت، ۲۰۰۸   |                                        |
| ۲۰۰ متر آزاد          | ۱:۴۲٫۹۶   | پکن          | ۱۲ اوت، ۲۰۰۸   | رکورد آمریکایی، رکورد ملی              |
| ۴۰۰ متر آزاد          | ۳:۴۷٫۷۹   | ایندیاناپلیس | ۱ آوریل، ۲۰۰۵  |                                        |
| ۱۰۰ متر کرال پشت      | ۵۳٫۰۱     | ایندیاناپلیس | ۳ اوت، ۲۰۰۷    |                                        |
| ۲۰۰ متر کرال پشت      | ۱:۵۴٫۶۵   | ایندیاناپلیس | ۱ اوت، ۲۰۰۷    |                                        |
| ۱۰۰ متر کرال سینه     | ۱:۰۲٫۵۷   | کلمبیا       | ۱۷ فوریه، ۲۰۰۸ |                                        |
| ۲۰۰ متر کرال سینه     | ۲:۱۱٫۳۰   | سن آنتونیو   | ۱۰ اوت، ۲۰۱۵   |                                        |
| ۱۰۰ متر پروانه        | ۴۹٫۸۲     | رم           | ۱ اوت، ۲۰۰۹    |                                        |
| ۲۰۰ متر پروانه        | ۱:۵۱٫۵۱   | رم           | ۲۹ ژوئیه، ۲۰۰۹ | رکورد آمریکایی، رکورد ملی              |
| ۲۰۰ متر مختلط انفرادی | ۱:۵۴٫۱۶   | شانگهای      | ۲۸ ژوئیه، ۲۰۱۱ |                                        |
| ۴۰۰ متر مختلط انفرادی | ۴:۰۳٫۸۴   | پکن          | ۱۰ اوت، ۲۰۰۸   | رکورد آمریکایی، رکورد ملی، رکورد جهانی |

r = پیشتاز امدادی (relay lead-off)

### رقابت مسافت کوتاه (استخر ۲۵ متر)
| رویداد                | زمان    | مکان      | تاریخ           | نکته |
| --------------------- | ------- | --------- | --------------- | ---- |
| ۱۰۰ متر آزاد          | ۴۶٫۹۹   | منچستر    | ۱۸ دسامبر، ۲۰۰۹ |      |
| ۲۰۰ متر آزاد          | ۱:۴۲٫۷۸ | ایست میدو | ۴ فوریه، ۲۰۰۶   |      |
| ۲۰۰ متر کرال پشت      | ۱:۵۰٫۳۴ | برلین     | ۲۲ اکتبر، ۲۰۱۱  |      |
| ۱۰۰ متر پروانه        | ۵۰٫۴۶   | منچستر    | ۱۸ دسامبر، ۲۰۰۹ |      |
| ۲۰۰ متر پروانه        | ۱:۵۲٫۲۷ | ملبورن    | ۲۸ نوامبر، ۲۰۰۳ |      |
| ۱۰۰ متر مختلط انفرادی | ۵۱٫۶۵   | برلین     | ۲۲ اکتبر، ۲۰۱۱  |      |
| ۲۰۰ متر مختلط انفرادی | ۱:۵۱٫۸۹ | برلین     | ۲۳ اکتبر، ۲۰۱۱  |      |
| ۴۰۰ متر مختلط انفرادی | ۴:۰۱٫۴۹ | برلین     | ۲۲ اکتبر، ۲۰۱۱  |      |

## فیزیک بدنی

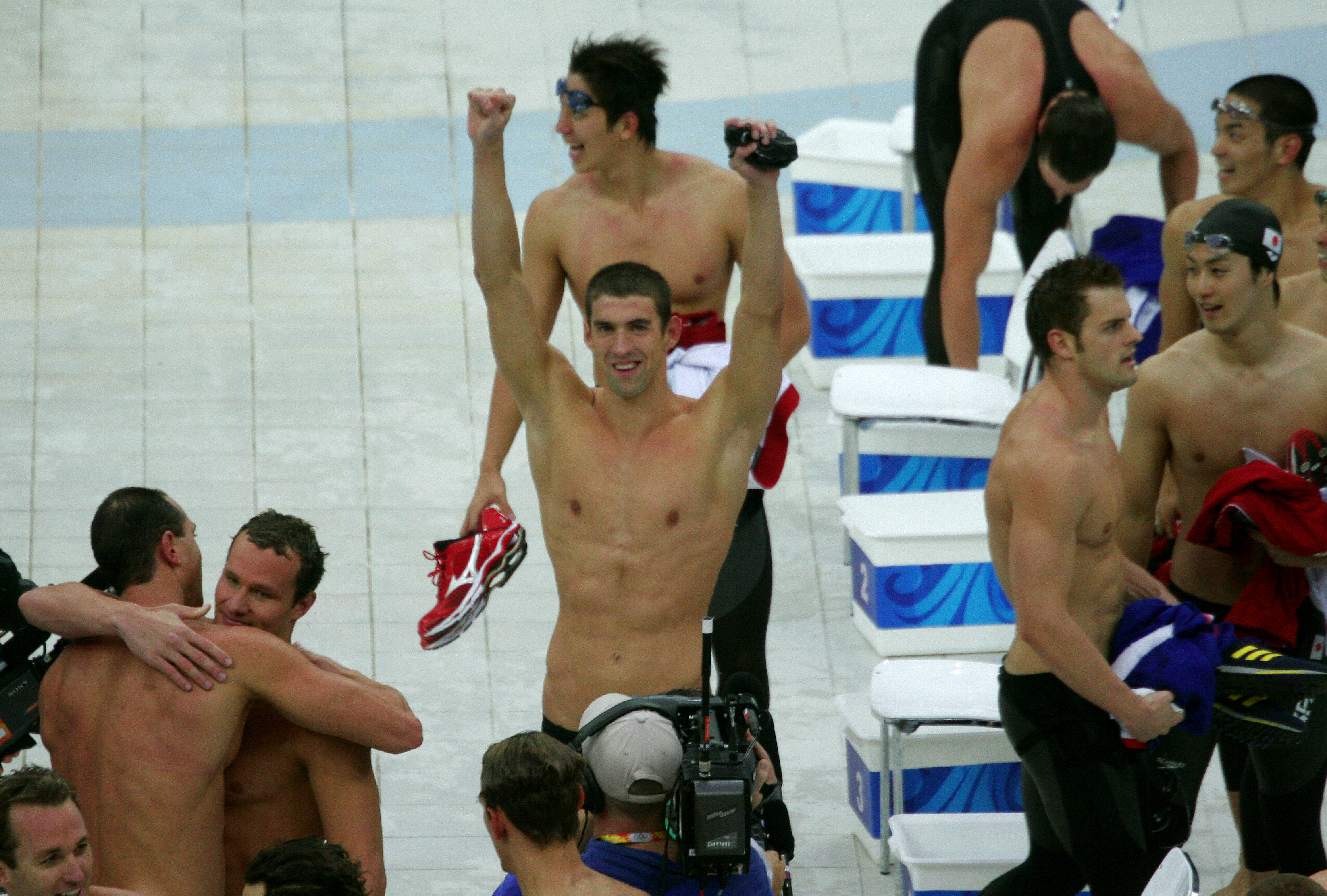
مایکل فلپس؛ بازی‌های المپیک تابستانی ۲۰۰۸ پکن

فلپس بدنی دارد که به او در شنا کمک می‌کند؛ طول دو دست او در حالت باز ۲۰۱ سانتیمتر و بیش از قد او (۱۹۳ سانتیمتر) است. فلپس روزانه غذایی با انرژی ۱۲٫۰۰۰ کالری مصرف می‌کند، درحالی‌که یک مرد هم‌سن او روزانه به ۲۰۰۰ کالری نیاز دارد. نکته دیگر اینکه قلب مایکل بسیار قوی است که ۲ برابر میزان معمول، یعنی ۳۰ لیتر در ثانیه خون از آن می‌گذرد؛ اما موفقیت مایکل تنها به بدن او مربوط نمی‌شود، چرا که او تمرینات سخت و رژیم غذایی مناسبی را نیز دنبال می‌کند.
۱. پاهای کوتاه‌تر؛ بالاتنه بلند او تناسبی با قد ۱۹۳ سانتیمتری او ندارد و متناسب کسی با قد ۲۰۷ سانتیمتر و پایین‌تنه‌اش متناسب کسی با قد زیر ۱۸۰ سانتیمتر است؛ بنابراین بالاتنه‌اش که موتور حرکت اوست به او کمک می‌کند دستانش را با قدرت بیشتری حرکت دهد و پاهای کوتاه‌تری را با خود بکشد.
۲. دستان بلندتر؛ به‌طور معمول اندازه از سر یک دست تا دست دیگر در صورتی که دست‌ها باز باشند، حدوداً اندازه قد انسان است. اما این اندازه در بدن مایکل فلپس ۲۰۴ سانتیمتر است، یعنی ۱۱ سانتیمتر بلندتر از اندازه معمول.
۳. مفصل‌های نرم‌تر؛ انعطاف بیش از اندازه در مفصل‌های او از جمله آرنج‌ها و زانوها به او امکان می‌دهد که بتواند دست‌هایش را بالاتر ببرد و زاویه پا زدنش را بیشتر کند.
۴. خستگی کمتر؛ ثابت شده که بدن فلپس ۵۰ درصد کمتر از رقبایش اسید لاکتیک تولید می‌کند. اسید لاکتیک کمتر موجب می‌شود که خستگی کمتری در بدن ایجاد شود؛ عامل دیگری که در یک روز بتواند در چند مسابقه پیاپی قهرمان شود.
۵. چرخش بیشتر؛ انعطاف در مفصل‌های قوزک پا به او این امکان را می‌دهد که نسبت به شناگران دیگر ۱۵ درجه بیشتر پایش را بچرخاند.
شماره پای کسی هم قد فلپس حدود ۴۶ است اما شماره پا او ۵۰ است، بنابراین پاهای او مانند پارو عمل می‌کند. اندازه شش‌های او بیش از حد معمول است و می‌تواند هوای بیشتری در آن ذخیره کند. انعطاف بدن او کمک می‌کند شروع بهتری داشته باشد و در برگشت‌ها بهتر سالتو بزند. چربی کم بدن او کمک می‌کند سریع‌تر و راحت‌تر سرعت بگیرد.

## زندگی شخصی
مایکل فرد فلپس در ۳۰ ژوئن ۱۹۸۵ در بالتیمور مریلند آمریکا زاده شد. او دو خواهر بزرگتر از خود دارد که آن‌ها هم در شنا فعالند. فِرِد، پدر مایکل، پلیس و دِبی، مادرش، مدیر مدرسه بوده‌اند. در ۱۹۹۴ و زمانی که هفت سال داشت، پدر و مادرش جدا شدند و سرپرستی او و دو خواهرش به مادرش سپرده شد. مایکل رابطه خوب و صمیمی با مادرش دارد. ویتنی، یکی از خواهرانش، بعدها در مصاحبه‌اش گفته بود که «برای فرار از جنگ و دعواهای پدر و مادرم به استخر پناه می‌بردم.»
فلپس شنا را از پنج‌سالگی آغاز کرد. در هفت‌سالگی از این‌که سرش را زیر آب ببرد، می‌ترسید و برای همین مربیان به او اجازه می‌دادند که به پشت شنا کند. برای همین، کرال پشت، اولین مهارتی بود که فراگرفت.
وی دانش‌آموختهٔ «بازاریابی ورزشی» از دانشگاه میشیگان است.

## لباس شنا
مایکل فلپس در بازی‌های المپیک تابستانی ۲۰۰۸ از لباس‌هایی به نام Speedos LZR Racer استفاده کرد که ازسوی دانشمندان ناسا طراحی شده‌بود. الیافی که در ساخت این لباس‌ها به کار رفته به‌شکل ریزلوله‌هایی هستند که در کنار هم چیده شده‌اند. در این لباس هیچ‌گونه زاویه با برآمدگی دیده نمی‌شود.

## فعالیت‌های انسان‌دوستانه
در المپیک ۲۰۰۸، یک میلیون دلار بیشتر از جایزه اصلی به دلیل سرعتش به او داده شد. مایکل آن را صرف ساختن «مؤسسه مایکل فلپس» کرد. هدف این مؤسسه رشد رشته شنا و همچنین بهبود روش زندگی سالم‌تر است. در ۲۰۱۰، در مؤسسات «مایکل فلپس»، «مدرسه شنای مایکل فلپس» و «مرکز سلامت کودکان»، برنامه‌ای هم برای اعضای باشگاه برگزار شد. این برنامه به بچه‌ها اهمیت سالم و فعال بودن را، با تمرکز بر رشته شنا، یاد می‌دهد.

## حاشیه و جنجال‌ها
در نوامبر ۲۰۰۴ که مایکل ۱۹ ساله بود، به دلیل رانندگی در مستی در سالزبری مریلند دستگیر شد؛ اما به‌طور مشروط آزاد شد. مایکل به دلیل تخلف از قانون ۲۵۰ دلار جریمه شد و با دستور دادگاه پس از آزادی، برای دانش‌آموزان دبیرستانی دربارهٔ اثرات بد استفاده از مشروبات الکلی هنگام رانندگی صحبت کرد و همچنین در همایش «انجمن مادران مخالف استفاده از الکل» شرکت کرد.
در اوایل ۲۰۰۹، پس از آنکه عکس مایکل فلپس در حال مصرف ماری‌جوانا در نشریات منتشر شد، او عذر خواست. این عکس مربوط به شرکت فلپس در یک میهمانی در تیم فوتبال دانشگاه کارولینای جنوبی در نوامبر ۲۰۰۸ بود.